# Dendropanax ravenii
Dendropanax ravenii är en araliaväxtart som beskrevs av M.J.Cannon och Cannon. Dendropanax ravenii ingår i släktet Dendropanax och familjen Araliaceae. Inga underarter finns listade.